# Cupiennius
Cupiennius is een geslacht van spinnen uit de  familie van de Ctenidae (kamspinnen).

## Soorten
- Cupiennius bimaculatus (Taczanowski, 1874)
- Cupiennius chiapanensis Medina, 2006
- Cupiennius coccineus F. O. P.-Cambridge, 1901
- Cupiennius cubae Strand, 1909
- Cupiennius foliatus F. O. P.-Cambridge, 1901
- Cupiennius getazi Simon, 1891
- Cupiennius granadensis (Keyserling, 1877)
- Cupiennius remedius Barth & Cordes, 1998
- Cupiennius salei (Keyserling, 1877)
- Cupiennius valentinei (Petrunkevitch, 1925)
- Cupiennius vodou Brescovit & Polotow, 2005